# SNT Deutschland
Die snt Deutschland AG mit Hauptsitz in Frankfurt am Main ist Dienstleister für die schriftliche, telefonische sowie vertriebs- und serviceorientierte Kundenkommunikation. 
SNT beschäftigte 2014 rund 3.350 Mitarbeiter an sieben Standorten in Deutschland. Zur Produktpalette gehören Kundenservice, Customer-Relationship-Management, Telefonverkauf und Forderungsmanagement.
Im Februar 2015 wurde das Unternehmen von seiner ehemaligen Muttergesellschaft KPN an die LIVIA-Gruppe verkauft.
Am 10. März 2017 wurde der Verkauf des Unternehmens an regiocom bekannt gegeben.

## Geschichte
Den Grundstein von SNT – die Abkürzung stand ursprünglich für Service Network Telecom – legte der Niederländer Tobias A.M. Walraven 1985 zunächst in der Datenverarbeitung. Er etablierte die Telefonie als anerkanntes Vertriebs- und Serviceinstrument im Marketing-Mix und baute in der Folgezeit sein Unternehmen zu einem europäischen Kommunikationsdienstleister aus.
1994 wurde in Frankfurt am Main der Telemarketing-Dienstleister Diatel Direkt gegründet. Das Unternehmen verzeichnet in den folgenden Jahren ein rasantes Wachstum bei Mitarbeitern, Standorten und Branchenkompetenzen. Ende 2000 erfolgt die Umfirmierung in SNT Deutschland AG.
Im Jahr 2002 übernahm das Unternehmen alle Customer-Care-Einheiten (Potsdam, Essen, Köln) inklusive Management des Mobilfunkproviders E-Plus. Sowohl die E-Plus Gruppe als auch die SNT Deutschland AG, sind hundertprozentige Töchter der niederländischen KPN.
Im Jahr 2006 wurden aus Kostengründen die Standorte Pforzheim, Köln sowie Limburg geschlossen und der Standort Dietzenbach verkauft. Betroffen waren hiervon rund 900 Mitarbeiter.
Zum 1. November 2011 wurden rund 1900 Mitarbeiter im Rahmen eines Betriebsübergangs an den Standorten Berlin, Essen, Neubrandenburg und Potsdam in die E-Plus Customer Support GmbH, eine 100 %-Tochter der E-Plus Mobilfunk GmbH & Co. KG, ausgegliedert. SNT beschäftigt nach der Ausgliederung rund 3000 Mitarbeiter an weiterhin sieben Standorten.
Zum 31. März 2015 wurde der Standort Greifswald (SNT Greifswald GmbH), an dem zuvor 251 Mitarbeiter beschäftigt waren, geschlossen.

## Niederlassungen und Tochtergesellschaften
- Berlin (snt Deutschland AG, Zweigniederlassung Berlin)
- Chemnitz (snt Deutschland AG, Zweigniederlassung Chemnitz)
- Essen (snt Deutschland AG, Zweigniederlassung Essen)
- Potsdam (snt Deutschland AG, Zweigniederlassung Potsdam)